# 栓叶安息香
栓叶安息香（学名：Styrax suberifolius）为安息香科安息香属下的一个种。

## 扩展阅读
- 維基物種上的相關：栓叶安息香